# Atholl (Schottland)

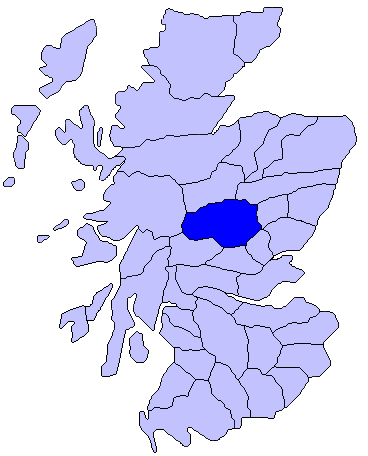
Karte von Schottland mit der Region Atholl

Atholl (auch Athole, schottisch-gälisch Athal) ist der Name einer historischen Region in den schottischen Highlands und eines historischen Königreichs der Pikten. Sie grenzt an die Regionen (von Nordosten beginnend, entgegen dem Uhrzeigersinn) Marr, Badenoch, Lochaber, Breadalbane, Strathearn, Perth und Gowrie. Heute bildet Atholl den nördlichen Teil des schottischen Council Area Perth and Kinross.

## Geschichte
Atholl war ein Königreich der Pikten und bildete die Kernregion des südlichen Piktenlandes. Missioniert wurde die Region vor 600. Geistliches Zentrum war das Kloster von Dunkeld. 
Erwähnt wurde Atholl (möglicherweise von mitteltirisch: Athochlach, „Weg nach Norden“) zuerst in den Annalen von Ulster im 8. Jahrhundert. Drei Orts- bzw. topographische Namen der Region (Dunkeld (Dun Chaillden), Schiehallion und Rohallion) enthalten den Stammesnamen der Kaledonier. 
Im 10. Jahrhundert wurde Atholl unter einem Unterkönig (Mormaer, lat. comes, später Earl) zu einer der zentralen Provinzen des Königreichs Schottland (Alba). Der erste namentlich bekannte Mormaer von Atholl unter dem schottischen König Dubh war Dubdon († ca. 960). Als erster Earl of Atholl wird Matad (reg. ca. 1130–1153) genannt, der Vater von Malcolm, 2. Earl of Atholl und Harald Maddadsson, der Earl of Orkney wurde. John of Strathbogie, 9. Earl of Atholl, unterstützte im Ersten Schottischen Unabhängigkeitskrieg Robert Bruce und wurde 1306 wegen des Verrats an der Krone als erster Earl seit 230 Jahren in London an einem besonders hohen Galgen gehängt. 

Wappen der Earls von Atholl (12. Jahrhundert)

1703 wurde das Oberhaupt des Clan Murray von Queen Anne zum Duke of Atholl ernannt. Nach der Schlacht von Culloden wurden die Murrays teilweise entmachtet. George Murray (1694—1760), der während des schottischen Aufstands 1745 zunächst erfolgreiche General der Jakobiten, ging ins Exil. 
Ein subsidiärer Titel blieb der seit dem 12. Jahrhundert überlieferte des Earl of Atholl, ein weiterer der Marquess of Atholl. Die Earls und Dukes von Atholl hatten bis Ende des 20. Jahrhunderts ihren traditionellen Sitz in Blair Castle im Dorf Blair Atholl. 
Seit dem 19. Jahrhundert gehörte Atholl zum County Perthshire, dieses gehört seit 1975 zum Council area Perth and Kinross.